# Liévin François Vermote
Liévin François Vermote (né à Courtrai le 6 mai 1827 et mort dans la même ville le 22 juillet 1869) est un peintre belge. Son champ pictural couvre la peinture d'histoire, les portraits, et les sujets religieux.

## Biographie

### Famille et formation
Liévin François Vermote, né le 6 mai 1827 à Courtrai, est le fils du peintre Séraphin Vermote et d'Anne Thérèse Lehouck. Son talent de dessinateur étant reconnu très tôt, il suit des cours auprès de son père, professeur de dessin, lequel meurt déjà en 1837. Liévin Vermote se forme à l'académie de Courtrai sous le professorat de Philippe de Witte. Ensuite, il étudie à l'Académie royale des beaux-Arts d'Anvers, où il suit des cours auprès de Gustaaf Wappers. En 1846, il obtient le prix d'excellence du cours supérieur de peinture et de dessin, de même que les premiers prix en composition d'histoire, d'expression et de perspective, et les troisièmes prix de peinture d'après nature et d'anatomie à l'académie anversoise. Deux ans plus tard, Liévin Vermote remporte le premier prix de composition d'histoire (peinture et modelage), au sein de la même institution. En 1849, sa proclamation en qualité de lauréat de l'académie d'Anvers lui vaut une bourse de 200 francs, octroyée par le roi, afin de l'aider à poursuivre ses études.

### Carrière et facture artistique
En 1852, il participe au concours pour le Prix de Rome belge. Le sujet est un tableau représentant Coriolanus vaincu par les larmes de sa mère. Il reçoit le second prix, le lauréat étant Ferdinand Pauwels. Après la réception du prix de Rome, et afin de parfaire son art, Vermote suit Gustave Wappers, qui s'installe à Paris, où il découvre au Louvre le sentimentalisme d'Ary Scheffer, dont il devient l'élève. Il envoie ses premières toiles au Salon de Bruxelles de 1854, puis il expose Jacques Van Artevelde au Salon de Bruxelles de 1857. Son style relève de l'académisme conventionnel, son dessin est maîtrisé, sa technique rigoureuse, mais empreinte de pessimisme et aux coloris sombres. La mélancolie de ses couleurs est peut-être le fond du caractère de l'artiste qui a des qualités variées et l'amour de l'art, comme on le voit dans ses tableaux. Exposant au Salon de Bruxelles de 1863 une Annonciation, la critique estime que cette œuvre tient un peu de l'école allemande comme tradition, mais avec un dessin moins correct. Le coloris de ce tableau est conçu dans une gamme naturelle qui est pleine de promesses. En revanche, le critique du quotidien L'Écho du Parlement estime cette même toile plus sévèrement : « M. Vermote n'a pas choisi un bien beau modèle pour la Vierge de son Annonciation, c'est une figure trop moutonne ornée d'un nez d'une longueur à peu près démesurée ». Deux de ses toiles, exécutées en 1859 : Pietà et Martyre de Saint-Barthélémy ornent l'église Saint-Barthélémy de Mouscron,.

### Mort
Le 22 juillet 1869, marié depuis 1864 avec Léonie Gortebecke et père de deux filles, Liévin Vermote meurt, à l'âge de 42 ans à Courtrai.

## Œuvres
Parmi ses œuvres les plus connues, figurent, :

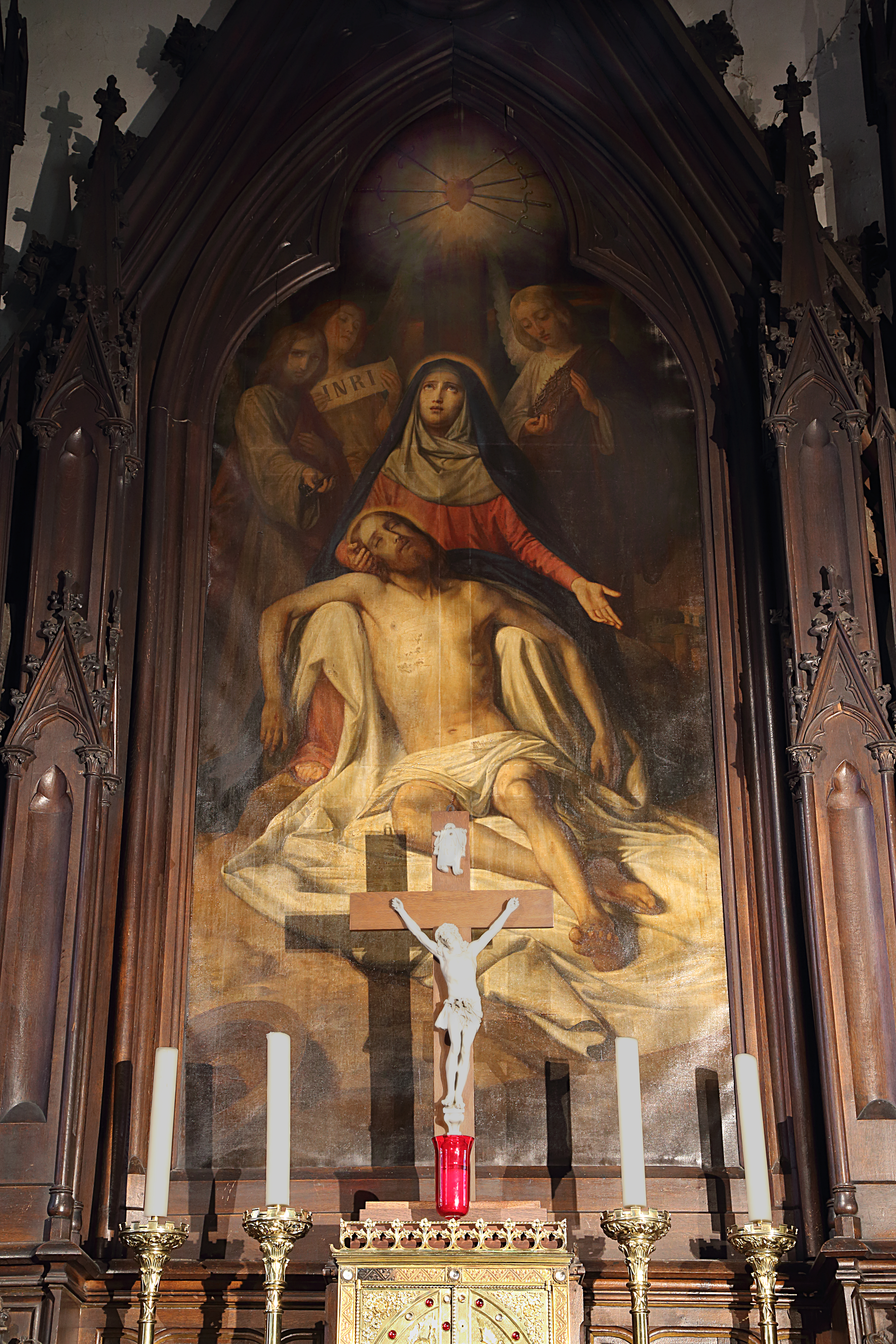
Pietà, 1859, église Saint-Barthélémy de Mouscron.

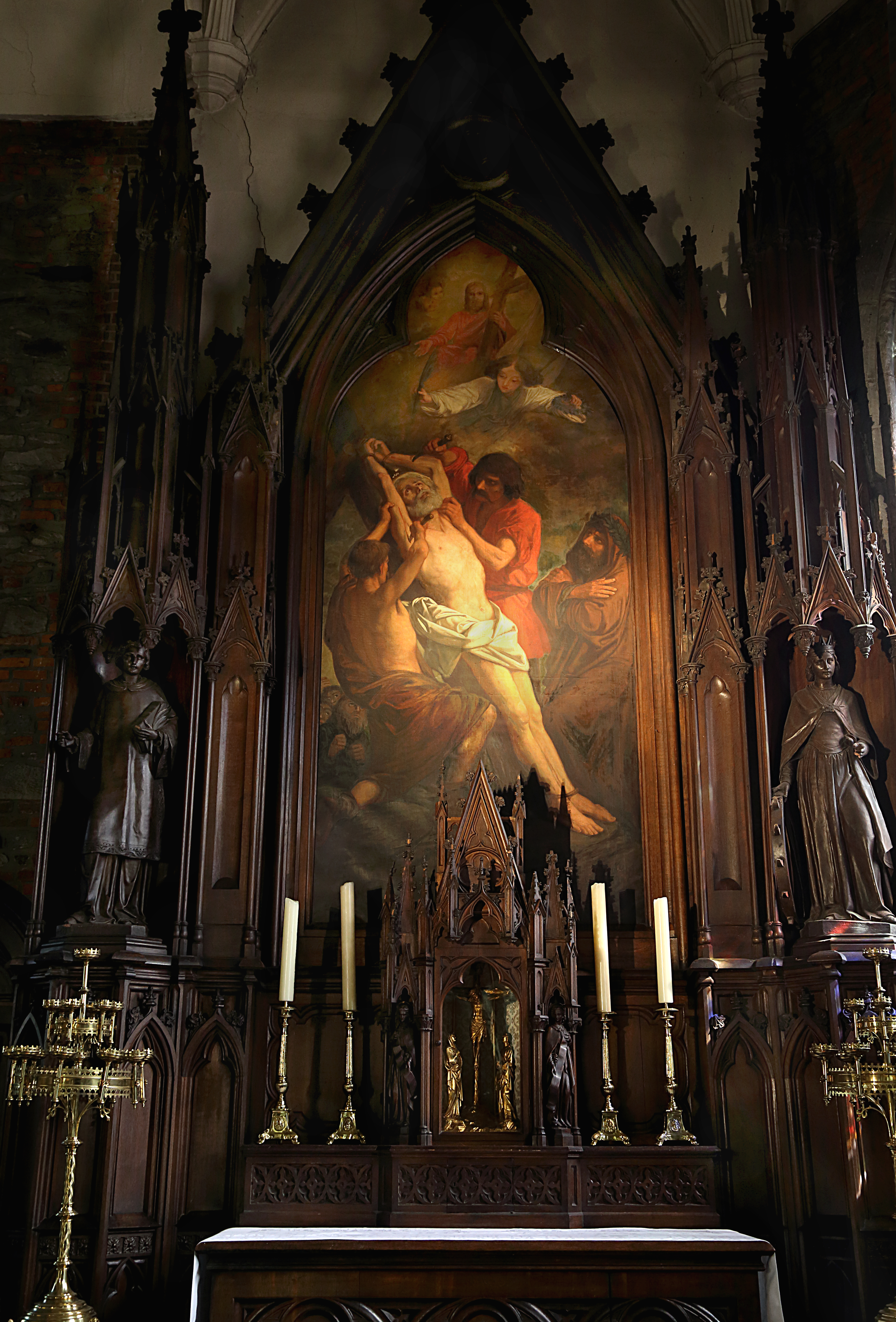
Martyre de Saint Barthélémy, 1859, église Saint-Barthélémy de Mouscron.

- Coriolanus vaincu par les larmes de sa mère (mention honorable prix de Rome de 1852), Musée des Beaux-Arts de Gand ;
- Jeanne d'Arc, Musée des Beaux-Arts de Gand ;
- Jacques Van Artevelde (1857), Musée des Beaux-Arts de Gand ;
- I promessi sposi ;
- Ruth et Noémie (1854) (Salon de Bruxelles de 1854) ;
- Tête du Christ (1854) (Salon de Bruxelles de 1854) ;
- Le Duc de Brabant, Jean le Victorieux, délivrant sa sœur (Salon d'Anvers de 1855) ;
- Jésus apparaît à sa mère ;
- La Prière avant le repas ;
- Marie et le disciple bien aimé ;
- Présentation de Marie au Temple (1856) ;
- Les Remords ;
- Pietà (1859) église Saint-Barthélémy de Mouscron
- Martyre de Saint-Barthélémy (1859) église Saint-Barthélémy de Mouscron
- L'Annonciation (salon de Bruxelles de 1863)
- Portrait de l'architecte Leroy ;
- Portrait de Madame Leroy ;
- Portrait de Madame Van Lerberghe ;
- Portrait du pasteur Petrus Arents ;
- Le Bienheureux Benoît Joseph Labre (vers 1865) ;
- Chemin de croix de l'église Saint-Eutropius de Heule (1866) ;
- Portrait d'Émile Tillieux (1866) ;
- Chemin de croix de l'église Saint-Tillo d'Izegem ;